# Iridij
Irídij je kemični element, ki ima v periodnem sistemu simbol Ir in atomsko število 77. Iridij je težka, trdna, lomljiva, srebrnkasto-bela prehodna kovina iz platinske skupine. Uporablja se v zelo močnih zlitinah, ki lahko prenesejo visoke temperature, in nastopa v naravnih zlitinah s platino ali osmijem. Iridij je med znanimi elementi pomemben kot proti koroziji najbolj odporen, ter zaradi povezave z izumrtjem dinozavrov. Uporablja se v visokotemperaturnih napravah, električnih stikih, in kot utrjevalec za platino.